# Castelo d'Anet

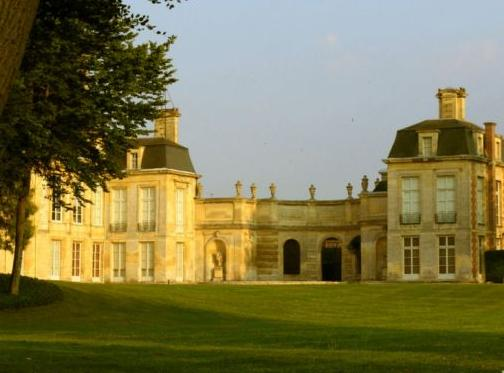
Vista parcial do Château d'Anet.

O Château d'Anet é um palácio francês localizado nas proximidades de Dreux. Foi construído por Philibert de l'Orme para Diane de Poitiers, a amante de Henrique II de França, entre 1547 e 1552. Foi um presente do Rei, construído sobre um antigo castelo existente no centro dos domínios do falecido marido de Diane, Louis de Brezé, Senhor d'Anet, Marechal da Normandia e Mestre da Caça.
Após a morte de Henrique II de França, em 1559, e depois de passar um curto período no Castelo de Chaumont-sur-Loire, Diane de Poitiers viveu os seus últimos anos no Château d'Anet.

## História

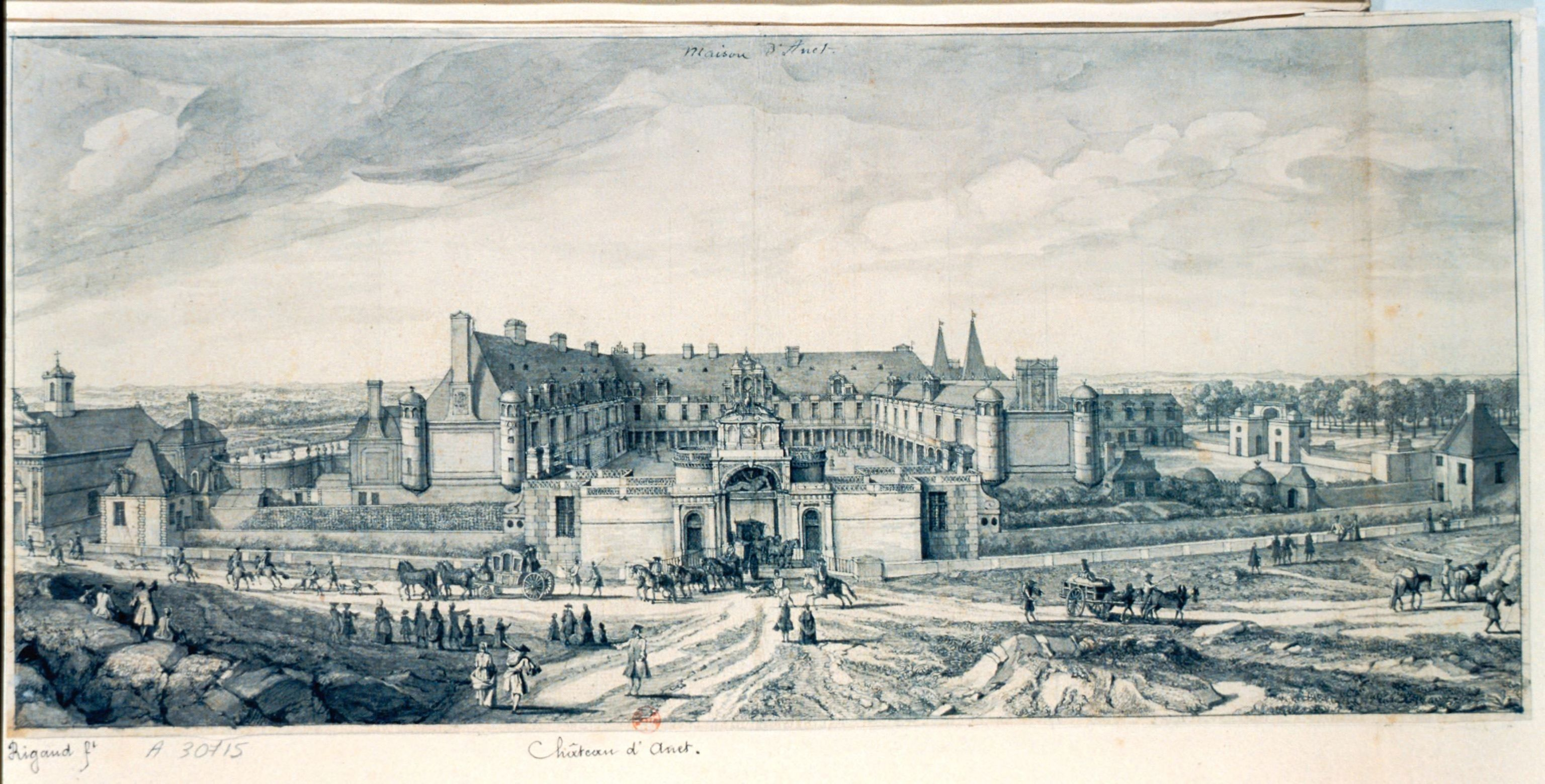
O Château d'Anet representado num desenho a pena do século XVIII.

O Château d'Anet foi construido, parcialmente, sobre as fundações e porões de um castelo feudal que havia sido desmantelado por Carlos V, e seguidamente reconstruído como uma mansão em estilo Gótico Tardio, em tijolo e pedra.
Este palácio não foi pilhado durante a Revolução Francesa, mas os restos mortais de Diane de Poitiers foram removidos para uma vala do cemitério paroquial e os ricos conteúdos do palácio, propriedade do Duque de Penthièvre, vendidos em leilão como biens nationals (bens nacionais). Uma grande parte do edifício foi, posteriormente, demolida, não antes de Alexandre Lenoir salvar alguns elementos arquitectónicos para a seu Musée des monuments français (Museu dos Monumentos Franceses), situado na actual École des Beaux-Arts, em Paris. Esses mesmos elementos foram reinstalados em Anet depois da Segunda Guerra Mundial. O próprio restauro do palácio, em condições lastimáveis, deveu-se ao Conde Adolphe de Caraman, que comprou o edifício em 1840, procedendo a colossais obras de recuperação. Em 1851, o Ministro do Interior concedeu a Anet o estatuto de Monument historique (Monumento Histórico). Sob pressão financeira, Caraman vendeu o palácio, em 1860, a Ferdinand Moreau, que continuou as obras de restauro, comprando mobiliário e obras de arte que, alegadamente, teriam pertencido ao Château d'Anet.

## Características

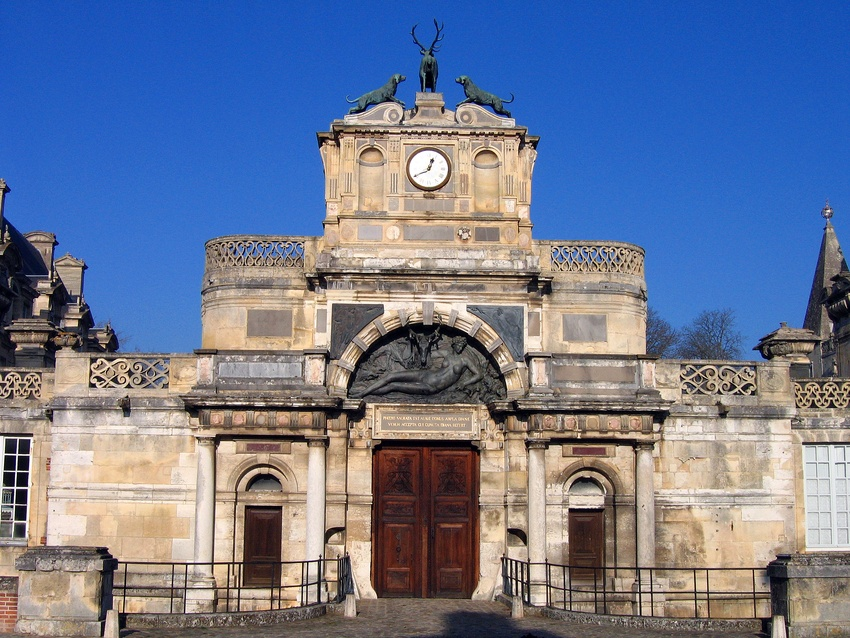
Entrada do Château d'Anet.

O palácio é notável, especialmente, pelo seu exterior, sendo os elementos de maior destaque a estátua de Diane de Poitiers como Diana, deusa da caça, criada por Jean Goujon, e o portal desenhado por Benvenuto Cellini. Anet serviu de localização para um dos primeiros parterres ajardinados à italiana e centrados na fachada do edifício, em França; o encarregado pelo desenho do jardim foi Jacques Mollet, que treinou o seu filho, Claude Mollet, em  Anet, o qual estava destinado a ser o jardineiro de três Reis da França.

## A capela
A planta da capela, independente, de Anet, construída à esquerda do pátio de honra entre 1549 e 1552, foi desenhada com a forma de uma Cruz Grega sob uma cúpula adornada diagonalmente por caixotões. A sua fachada tem um pórtico de colunas Jónicas emparelhadas, largamente espaçadas, entre torres coroadas por pináculos piramidais. Em 1581, Henrique III e a sua mãe, Catarina de Médicis, estiveram presentes na capela para o baptismo do filho de Carlos, Duque d'Aumale.
Também existe uma capela mortuária construída de acordo com os últimos desejos de Diane de Poitiers, para conter a sua tumba. Foi encomendada a Claude de Foucques pela filha de Diane, a Duquesa d'Aumale.

## Cinema
As primeiras cenas do filme Thunderball foram gravadas no Château d'Anet em 1965.

Desenhos de Rudolf Pfnor, 1867
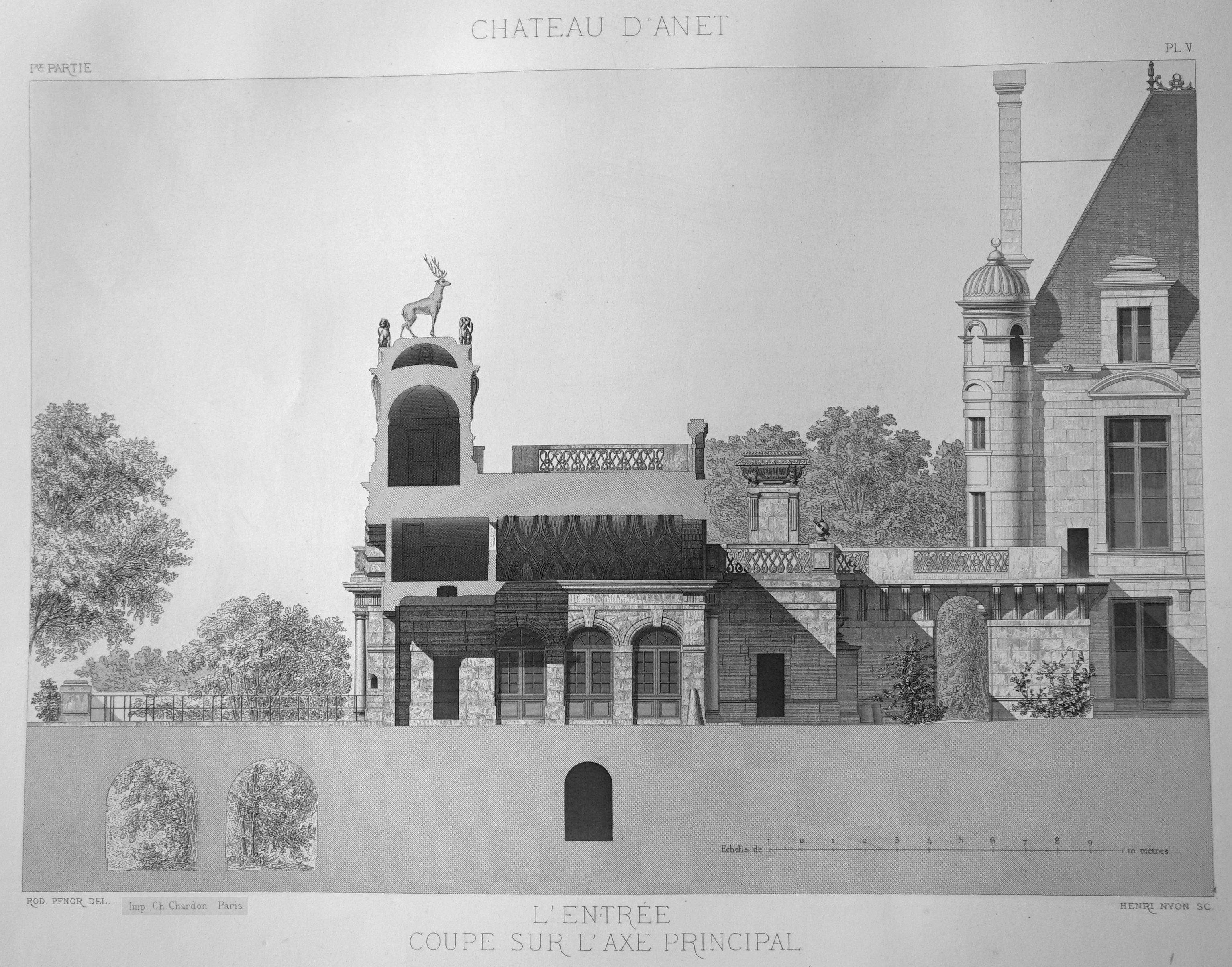
Pórtico de entrada.
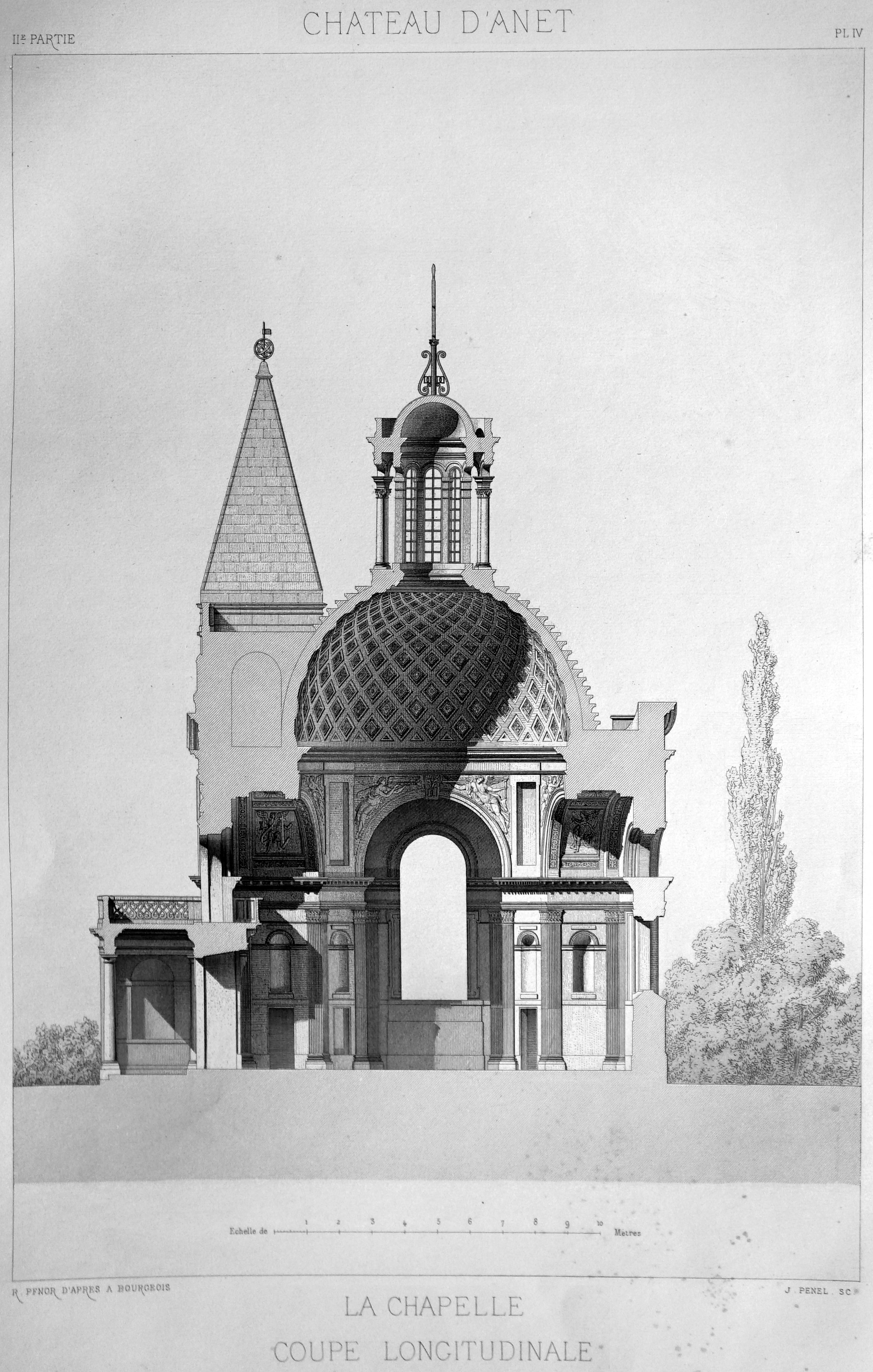
Capela.
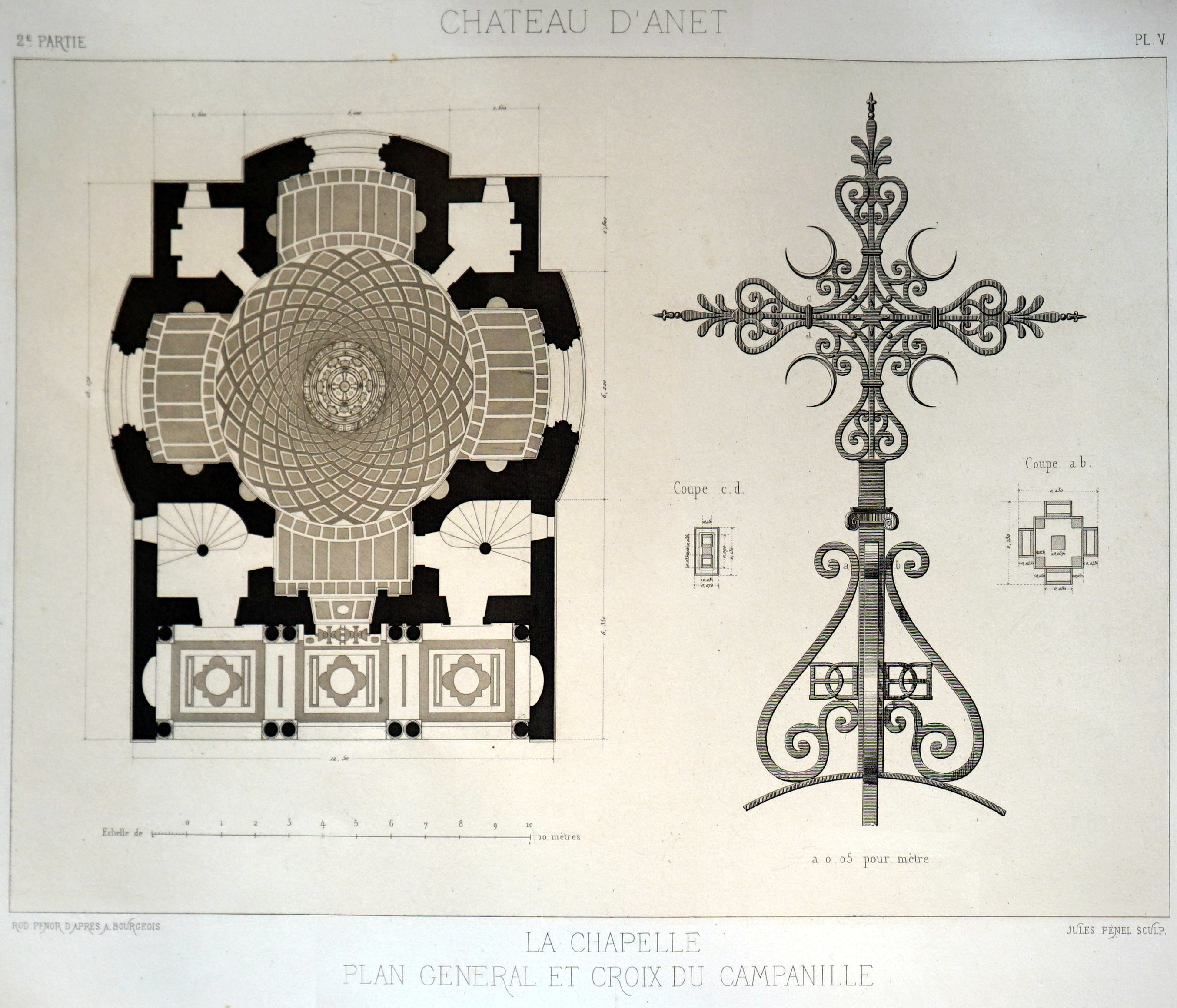
Planta da capela.
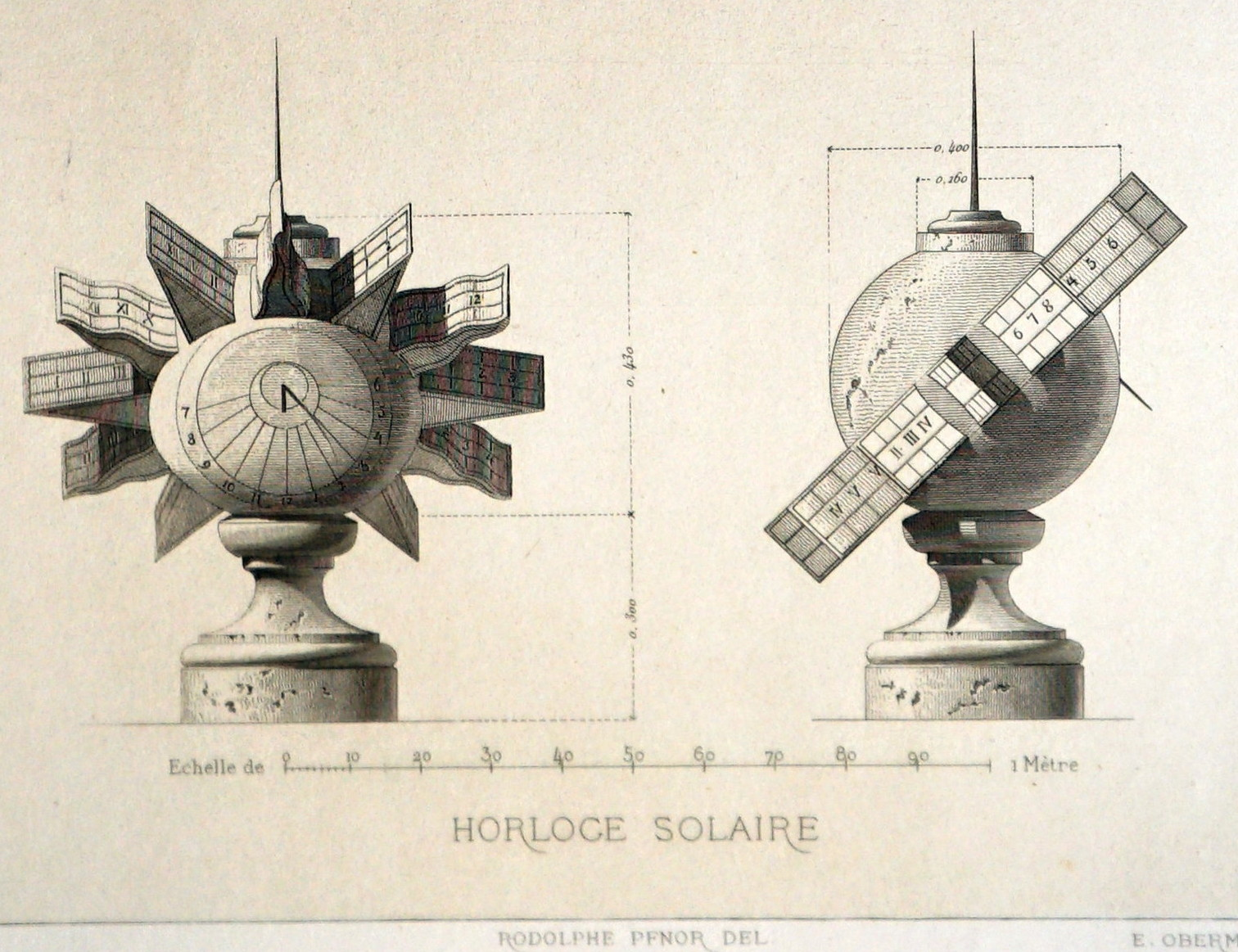
Relógio de sol do portal.
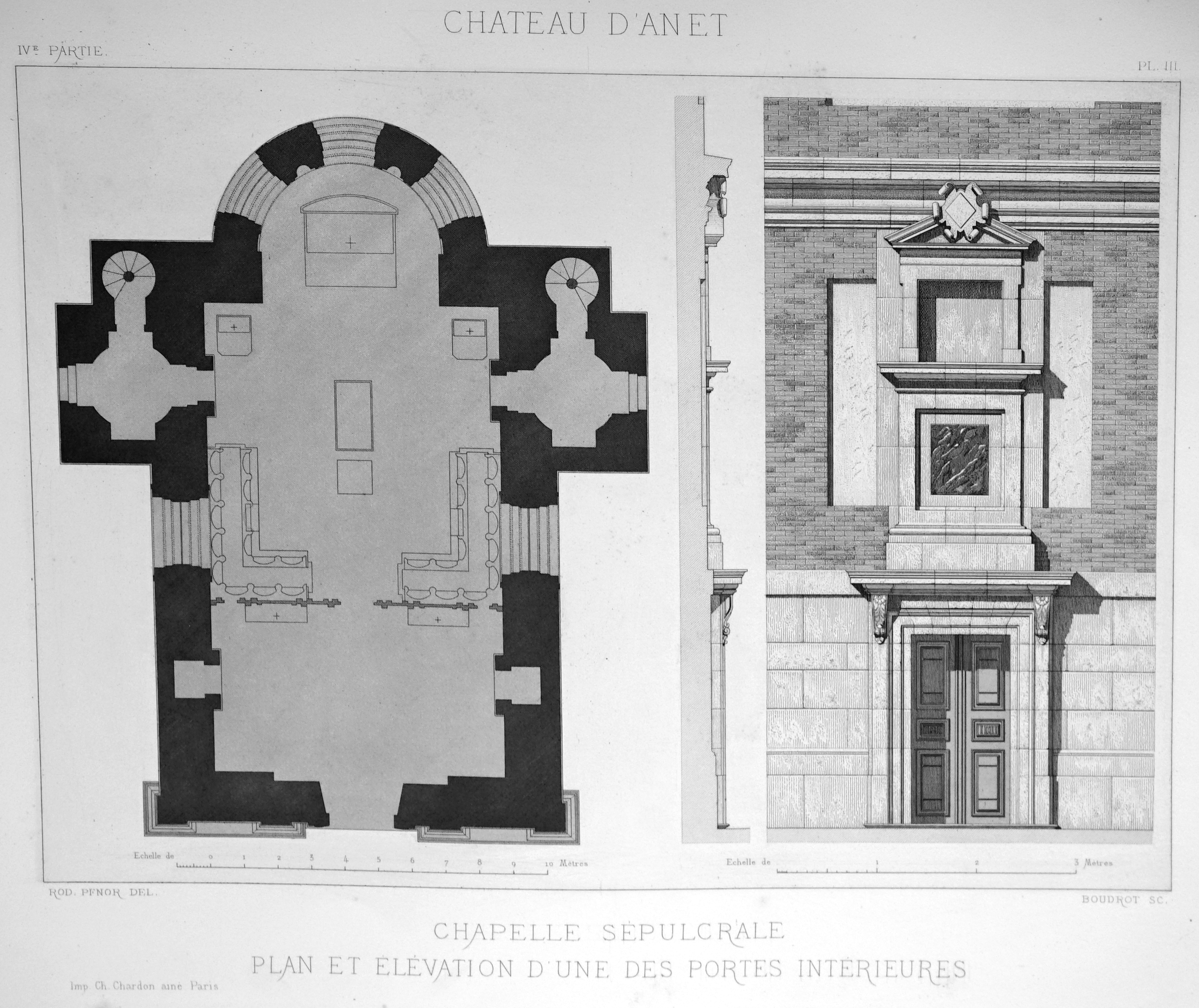
A capela funerária
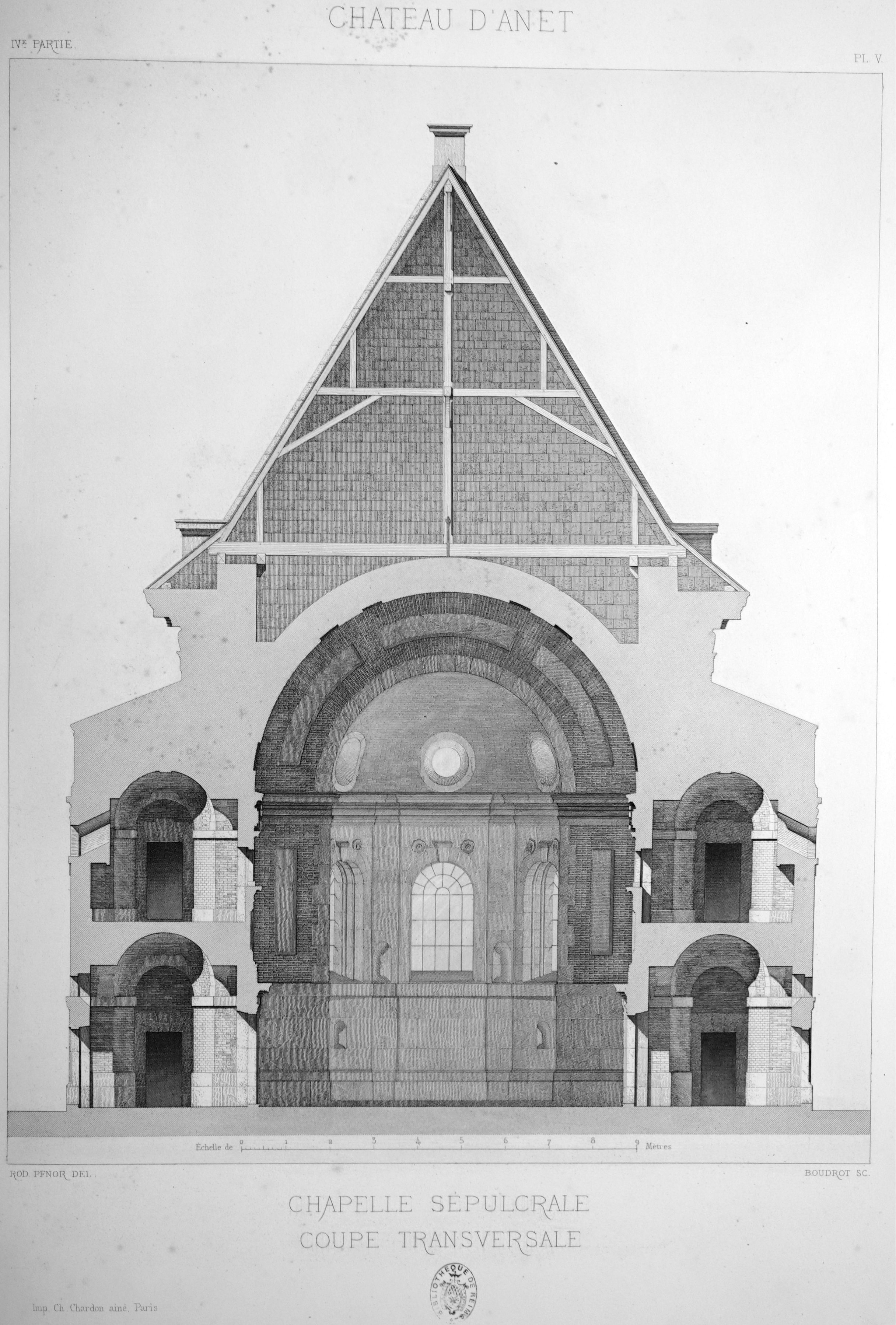
de Diana.

Castelo d'Anet hoje
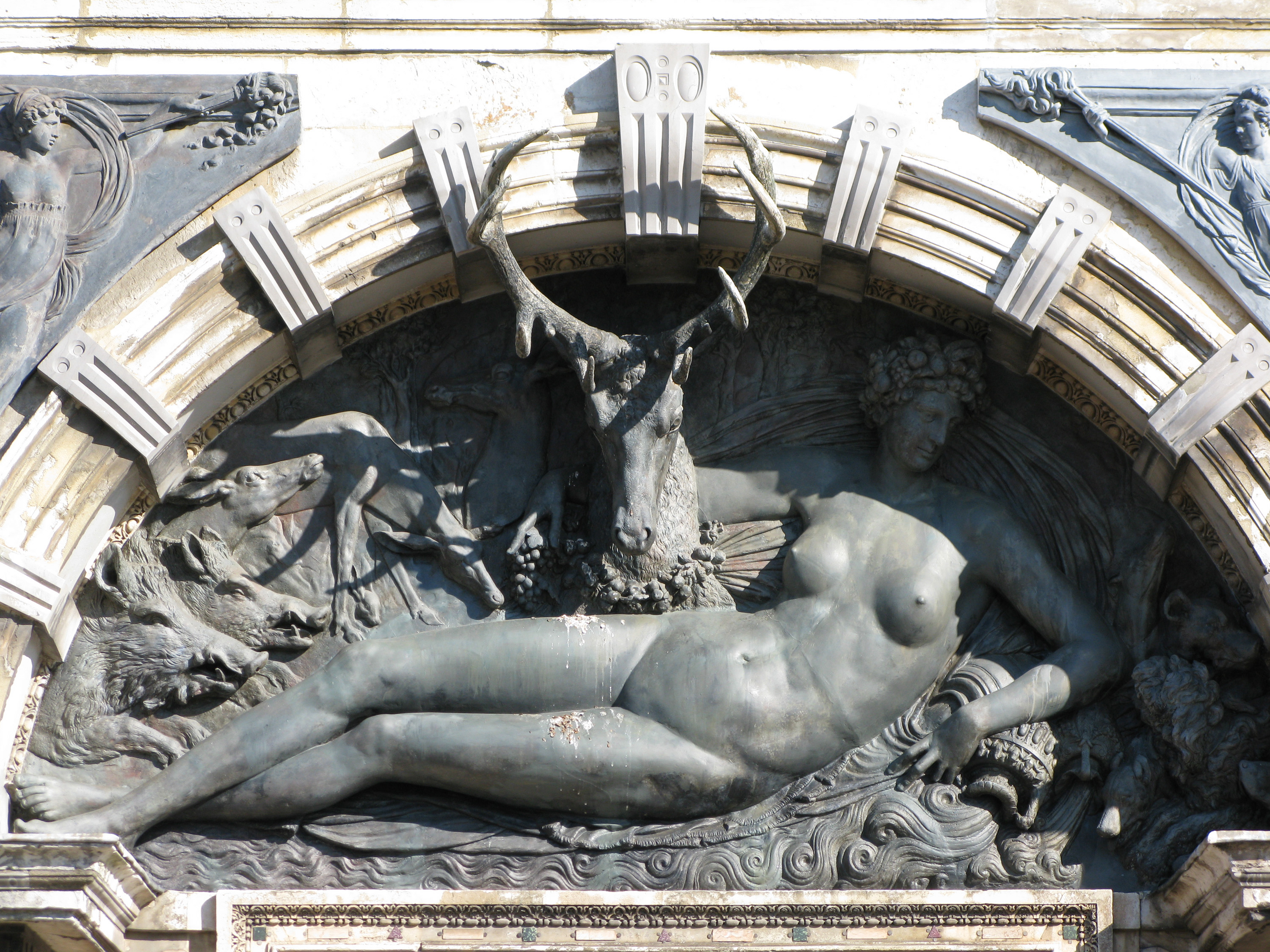
Detalhe do pórtico de entrada (Diane de Fontainebleau).
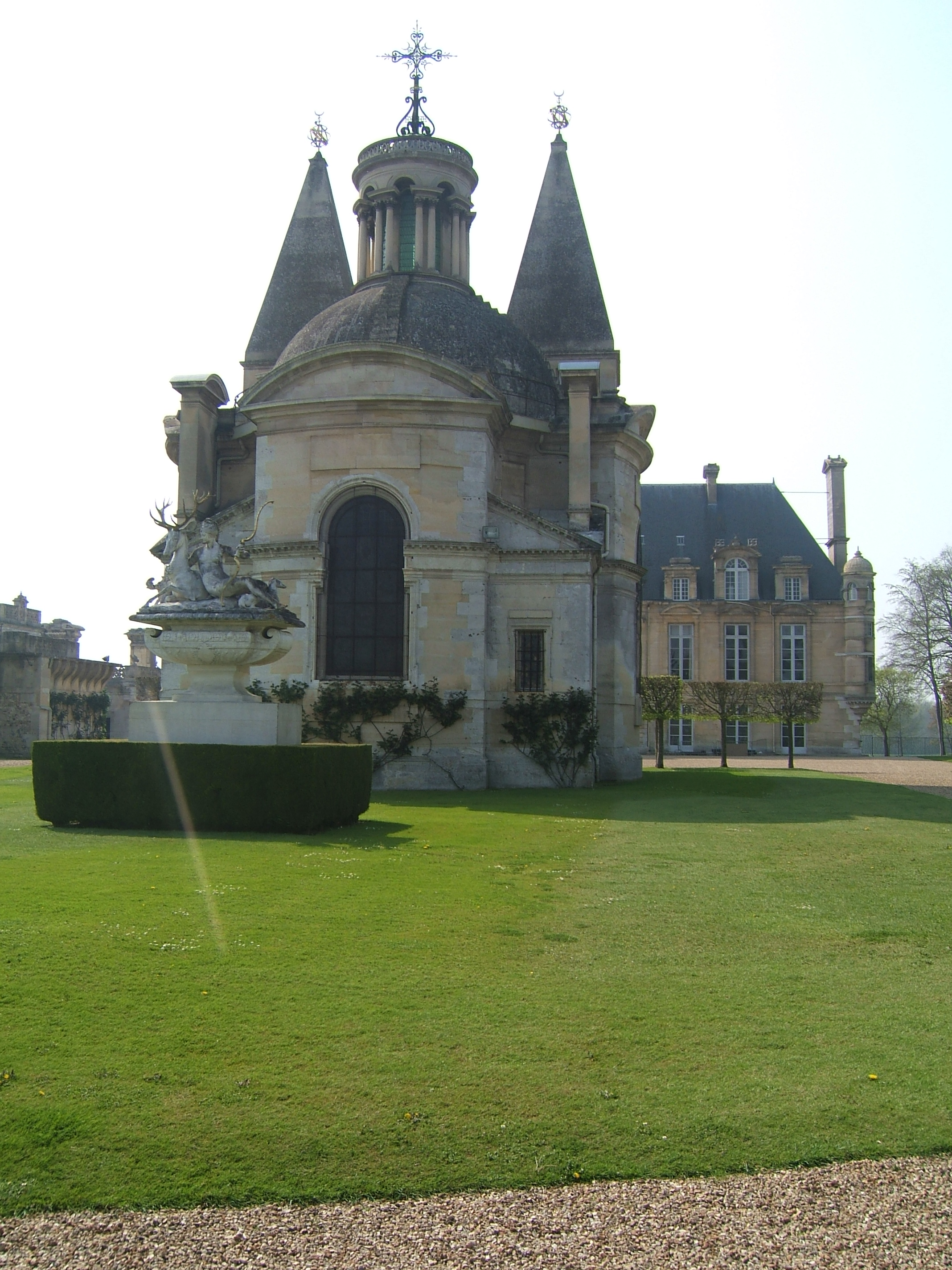
Capela e fonte de Diana.
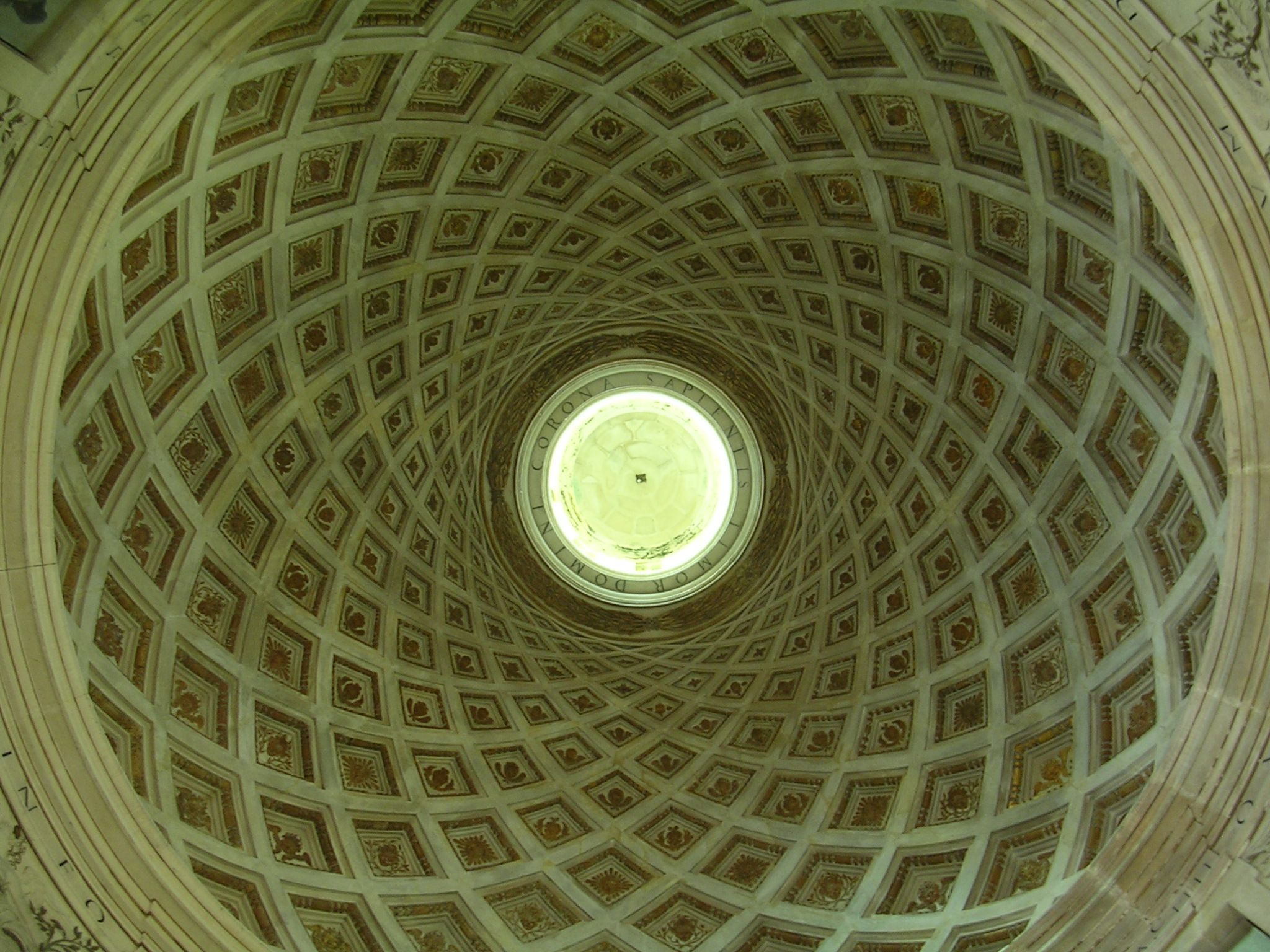
Cúpula da capela.
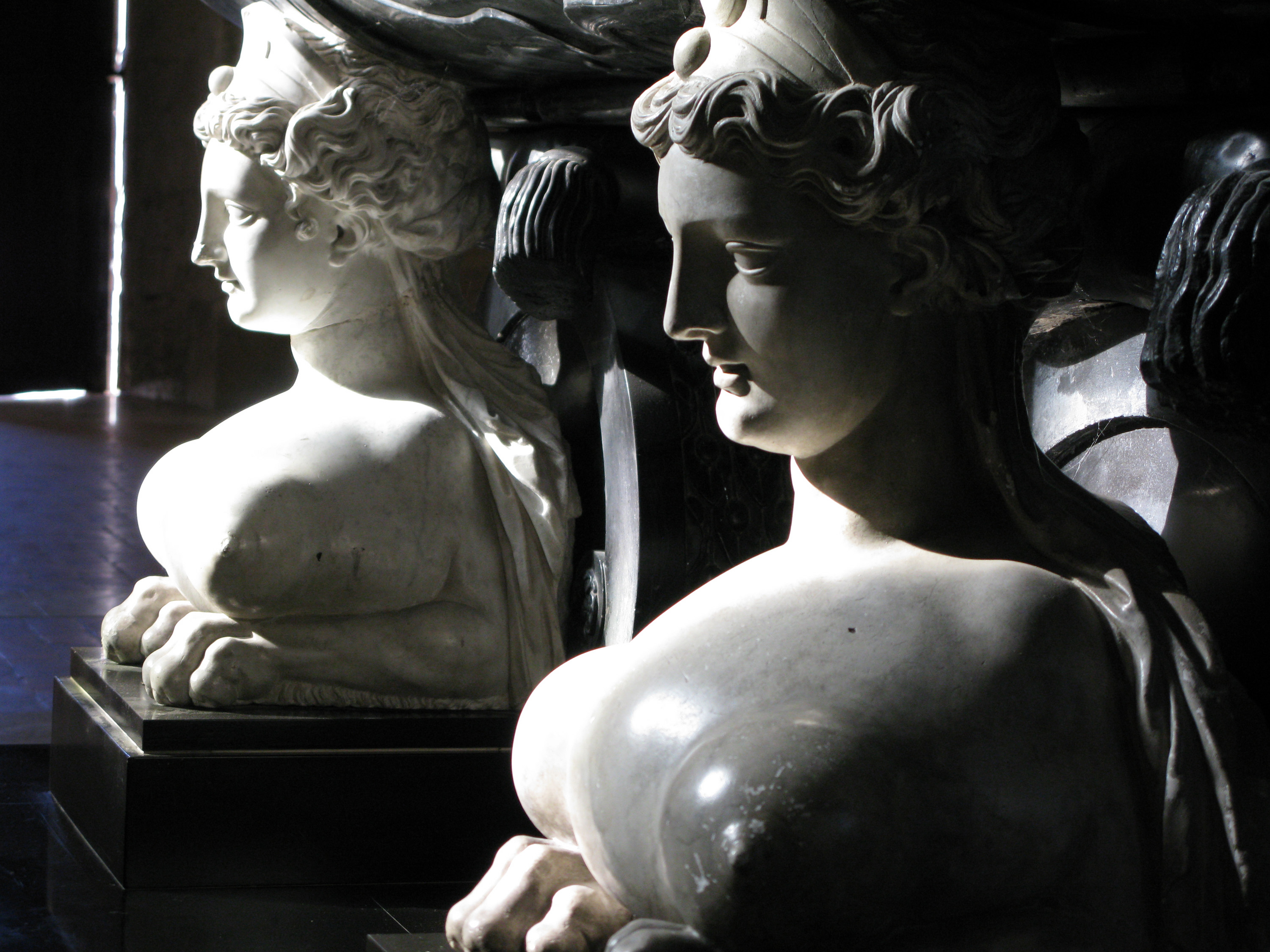
Detalhe do pódio do túmulo.
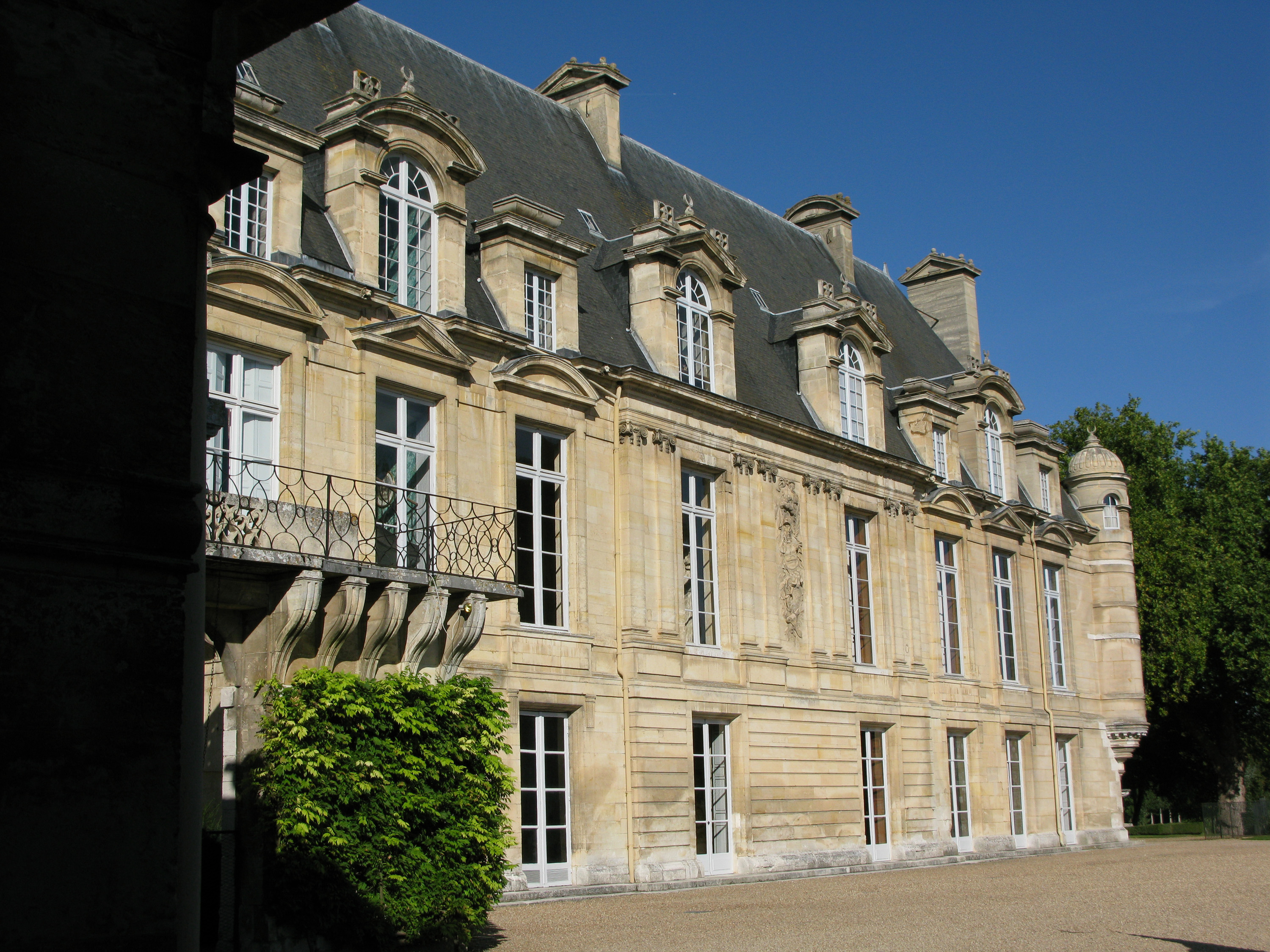
A ala do castelo atual.
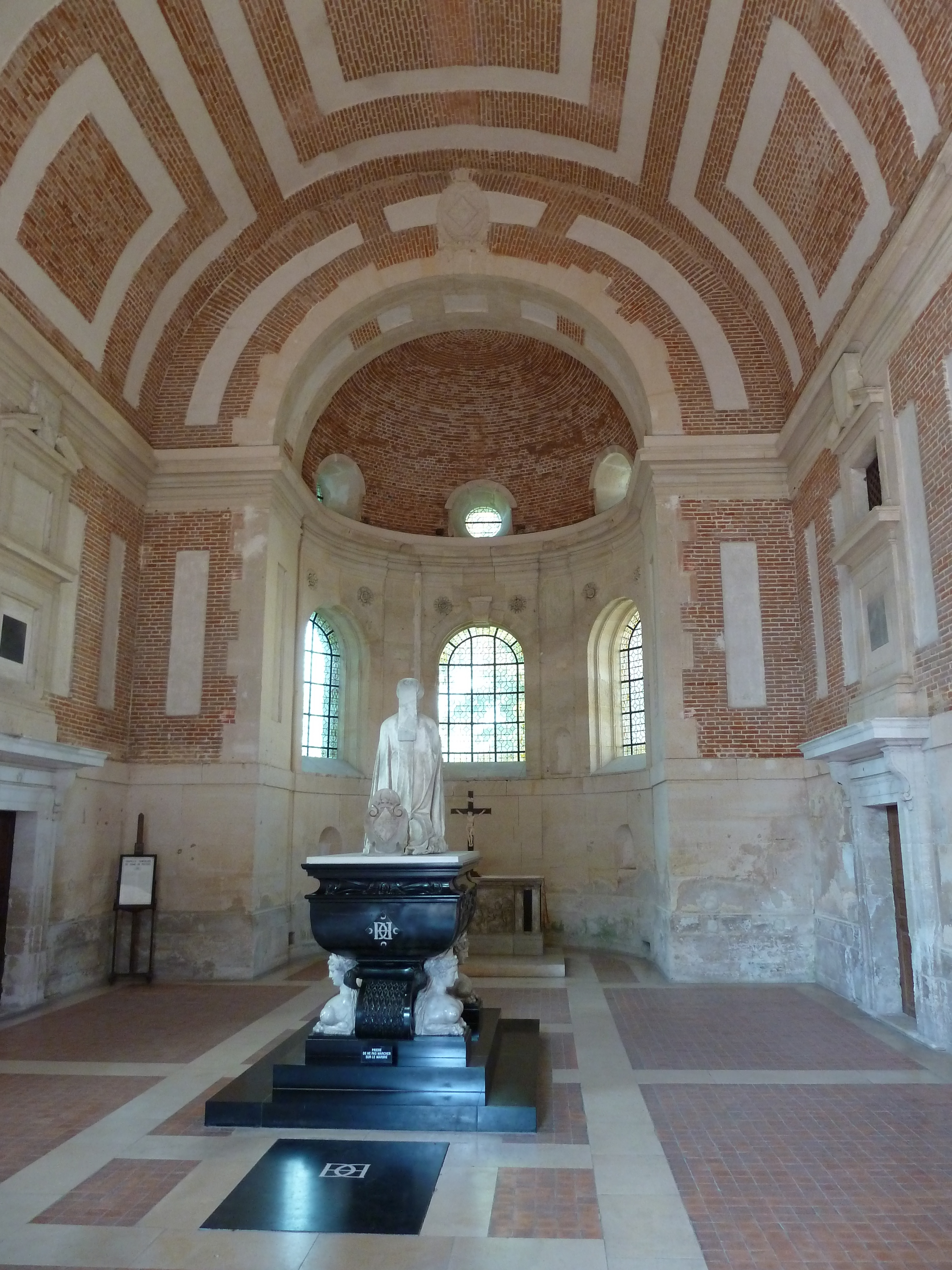
A Capela de Diana.
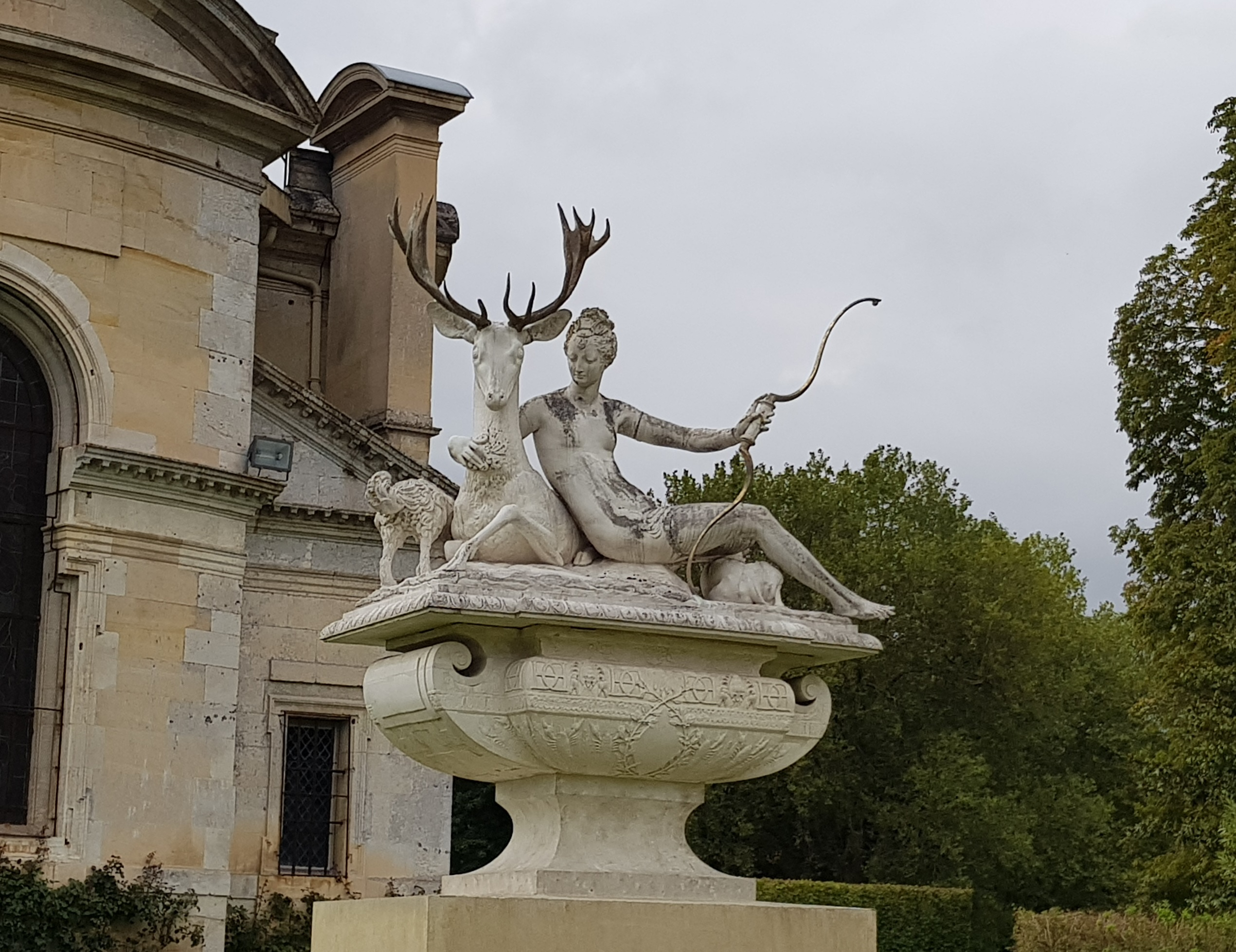
Estátua de Diana, a Caçadora (cópia) no fundo da capela.